# 고스트하우스 2
《고스트하우스 2》(Witchcraft: Evil Encounters, La Casa 4)는 미국에서 제작된 Fabrizio Laurenti 감독의 1988년 영화이다. 데이빗 핫셀호프 등이 주연으로 출연하였다. 개봉명은 위치 크랩이었다.

## 출연

### 주연
- 데이빗 핫셀호프
- 린다 블레어

### 조연
- 캐서린 힉클랜드
- 애니 로스
- 힐드가드 네프

## 참고 문헌
- Curti, Roberto (2019). 《Italian Gothic Horror Films, 1980-1989》. McFarland. ISBN 1476672431.